# Oreste Perri
Oreste Perri (Castelverde, 27 luglio 1951) è un ex canoista, politico e dirigente sportivo italiano.

## Biografia
Iniziò l'attività agonistica grazie ad un consiglio medico, scelse la canoa iniziando a gareggiare all'età di 14 anni. Nella vita è stato un insegnante di educazione fisica, commissario tecnico dal 1984 al 2008 della FICK (Federazione Italiana Canoa e Kayak), sindaco della Città di Cremona dal 2009 al 2014 e dal 2015 è Presidente del CONI Comitato Regionale Lombardia.

### Attività agonistica
Il suo primo trofeo lo vinse a Orbetello, titolo italiano juniores nel K1 sui 5.000 metri.
Nel 1969 partecipò a Mosca ai campionati Europei juniores classificandosi al 9º posto nel K4 500 metri, insieme a Ughi, Massimi, e Negretti, mentre nel 1970 con il livornese Ughi, vinse a Parigi una gara internazionale giungendo 4º nel K2 1000 metri e ai Campionati Mondiali di Belgrado nel 1971 fu 6° nel K4 10000 metri.
Ai Giochi Olimpici di Monaco del 1972 non arrivò al podio e lo stesso avvenne ai Campionati Mondiali di Tampere (Finlandia) nel 1973 dove arrivò quarto nel K1 10.000 metri.
Nel 1974 vinse ai Campionati Mondiali di Città del Messico la medaglia d'oro nel K1 10.000 metri e la medaglia di bronzo nei 1.000 metri.
Nel 1975 vinse ai Campionati Mondiali di Belgrado la medaglia d'oro nel K1 10000 metri e nel K1 1000 metri. 
Nel 1976 ai Giochi Olimpici di Montréal mancò il podio arrivando 4º nel K1 1000 metri mentre ai Campionati Mondiali di Sofia nel 1977 vinse la medaglia d'oro nel K1 10.000 metri e la medaglia di bronzo nel K1 1000 metri.
A Mosca nel 1980 decise di partecipare all'Olimpiade dove giunse 5° nel K1 1000 metri e in quell'occasione decise di ritirarsi dall'attività agonistica.
Perri è stato il primo atleta occidentale a sconfiggere l'egemonia agonistica degli atleti dell'ex URSS, i quali fino a quel momento dominavano la scena inerente al mondo della canoa.

### Attività Commissario tecnico
Dal 1984 ha ricoperto il ruolo di Commissario Tecnico della Squadra Nazionale di Canoa Olimpica, partecipando a sei Olimpiadi consecutive: Seul 1988, Barcellona 1992, Atlanta 1996, Sydney 2000, Atene 2004 e Pechino 2008. In queste occasioni ha collezionato ben 12 medaglie olimpiche allenando atleti come Antonio Rossi, Beniamino Bonomi, Josefa Idem, Bruno Dreossi, Daniele Scarpa, Andrea Facchin e Antonio Scaduto.

### Attività politica
Oreste Perri è stato iscritto ad Alleanza Nazionale prima della fusione del partito all'interno del Popolo della Libertà.
Il 7 aprile 2009 Perri si è ufficialmente presentato come candidato sindaco di Cremona: la sua figura ha prevalso su altre personalità cremonesi. L'ex atleta ha quindi concorso al primo turno delle elezioni amministrative, sostenuto da una lista civica chiamata "Obiettivo Cremona" e dalle liste del Popolo della Libertà e della Lega Nord, risultando il candidato più votato ottenendo il 45% dei consensi. Al ballottaggio ha sfidato il candidato del centrosinistra Gian Carlo Corada (sindaco uscente) che al primo turno aveva ottenuto il 41,7% dei voti, ottenendo il 51,51% dei voti. Il 22 giugno 2009 l'ex canoista è stato proclamato sindaco di Cremona.
Per le elezioni amministrative del 25 maggio 2014 Perri si candida per il secondo mandato sostenuto dalla lista civica "Obiettivo Cremona con Perri", da Forza Italia, Fratelli d'Italia, Nuovo Centrodestra, "Demicheli uno di voi" e Alleanza Ecologica. Al primo turno si piazza al secondo posto con il 33,3% dei voti, al ballottaggio perde la sfida elettorale con il 44% dei consensi contro il candidato del centrosinistra Gianluca Galimberti che ottiene il 56%.

### La presidenza del CONI Comitato Regionale Lombardia
Il 23 maggio 2015 viene eletto presidente del CONI Comitato Regionale Lombardia, votato dalle Federazioni Sportive Regionali, dalle Discipline Sportive Associate, dagli Enti di Promozione Sportiva Regionali e dalle Associazioni Benemerite. Perri (candidato unico) subentra a Pierluigi Marzorati, decaduto a inizio anno 2015 e il cui ruolo era stato commissariato da Carlo Mornati.

## Riconoscimenti
- Nel maggio 2015, una targa a lui dedicata fu inserita nella Walk of Fame dello sport italiano a Roma, riservata agli ex-atleti italiani che si sono distinti in campo internazionale.[2][3]